# Herrenhaus Retzow
Das Herrenhaus Retzow oder auch Schloss Retzow ist ein Herrenhaus in Retzow, einem Ortsteil von Rechlin im Landkreis Mecklenburgische Seenplatte in Mecklenburg-Vorpommern.

## Geschichte

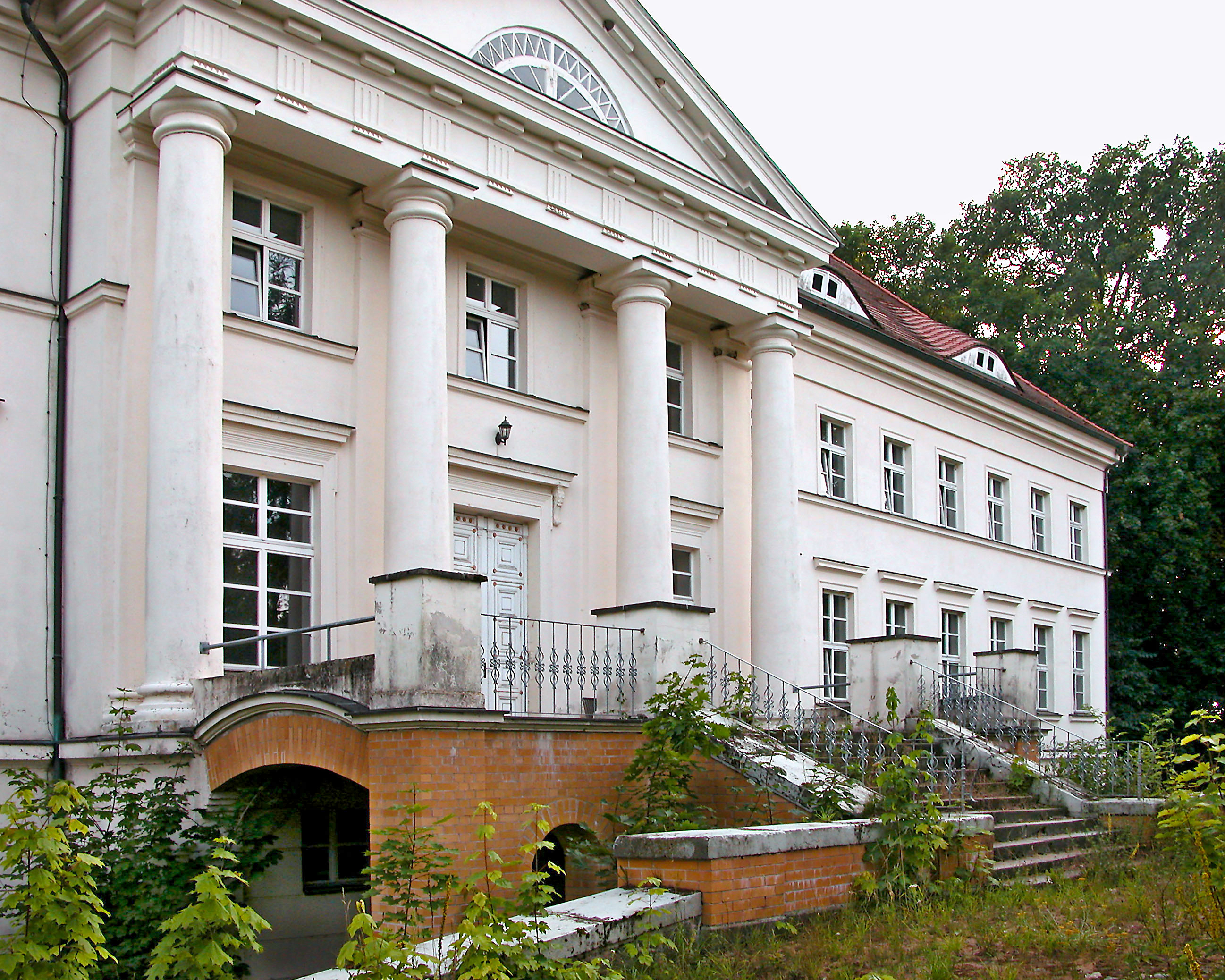
Zustand 2003

Das Gut Retzow war über Jahrhunderte im Besitz der Familie von Kerkberg.
Carsten von Retzow verpfändete das Gut, löste den Pfand nicht ein und 1601 ging das Gut in den Besitz von Christoph von Barnewitz. 1787 (oder 1786) übernahm Friedrich Werner Ludwig von Hammerstein das Gut. 1788 – 1791 (nach anderen Angaben um 1810) wurde die Anlage zum heute erhaltenen klassizistischen Schloss umgebaut. 1916 begannen die Planungen für eine Flieger-Versuchs- und Lehranstalt an der Müritz und 1917 wurden große Teile des Gutes für den Bau des Flugplatzes enteignet. Der Resthof mit dem Herrenhaus wurde 1926 von Josef Törk erworben. 1935 musste er den Besitz wieder verkaufen, da der Flugplatz weiter ausgebaut werden sollte. Nach 1945 wurde das Herrenhaus zunächst als Flüchtlingsunterkunft und Kinderheim und von 1951 bis 1994 als Altenheim genutzt. Trotz einer Sanierung mit einer neuen Dacheindeckung und aufgearbeiteter Fenster stand das Gebäude dann längerer Zeit leer. 2012 erwarb der dänische Geschäftsmann Lars Fogh das Ensemble aus Herrenhaus, Marstall, Kavalierhaus und Teilen des Parks. Die Gebäude wurden bis 2016 umfassend restauriert. Bis zu 13 Appartements werden vermietet und das Schloss kann für Feierlichkeiten und Firmenveranstaltungen gebucht werden. Seit 2017 befindet sich hier eine Außenstelle des Standesamts Röbel und Trauungen sind im Schloss möglich.

## Gebäude

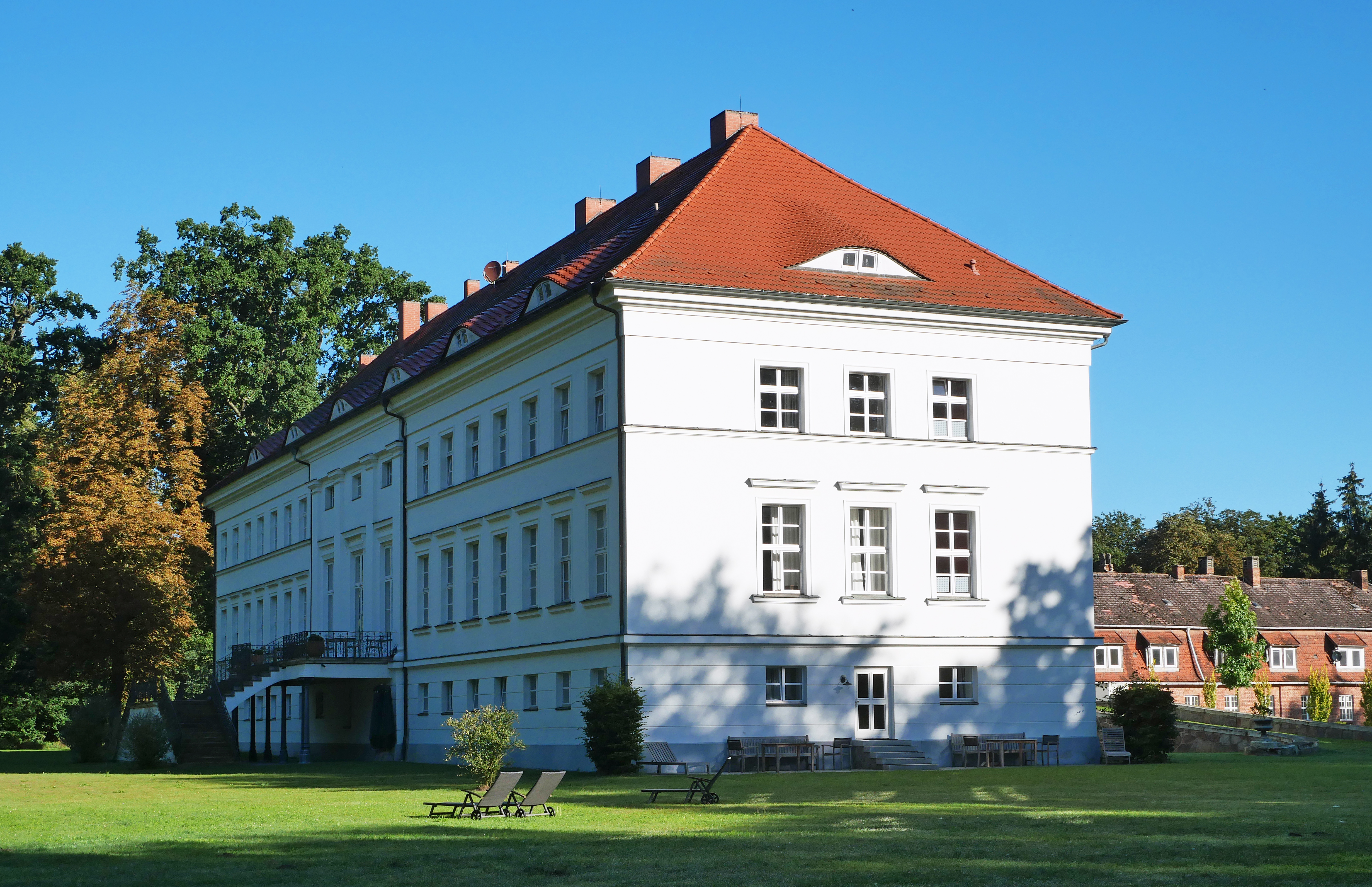
Dem Park zugewandte Seite

Das Herrenhaus ist ein zweigeschossiger Putzbau mit 17 Achsen mit Halbkellergeschoss und ausgebautem Dachgeschoss. Das Dach ist als Walmdach ausgeführt. Auf der nach Nordosten gerichteten Hofseite befinden sich vier, auf der Parkseite sechs Fledermausgauben.
Die Hofseite wird von einem Mittelrisalit geprägt, der durch einen Säulenportikus mit einem Dreiecksgiebel mit einem aufwändigen Segmentbogenfenster gebildet wird. Die vier Säulen sind in Toskanischer Ordnung ausgeführt. Auf der Parkseite wird der Risalit nur angedeutet, es gibt keine Säulen. Der Park wird durch eine große Freitreppe erschlossen.

## Denkmalschutz
Unter Denkmalschutz steht mit der Denkmalnummer 681 die gesamte Gutsanlage mit Park, Herrenhaus und ehemaligem Pferdestall, sowie weitere ehemalige Gutshäuser.

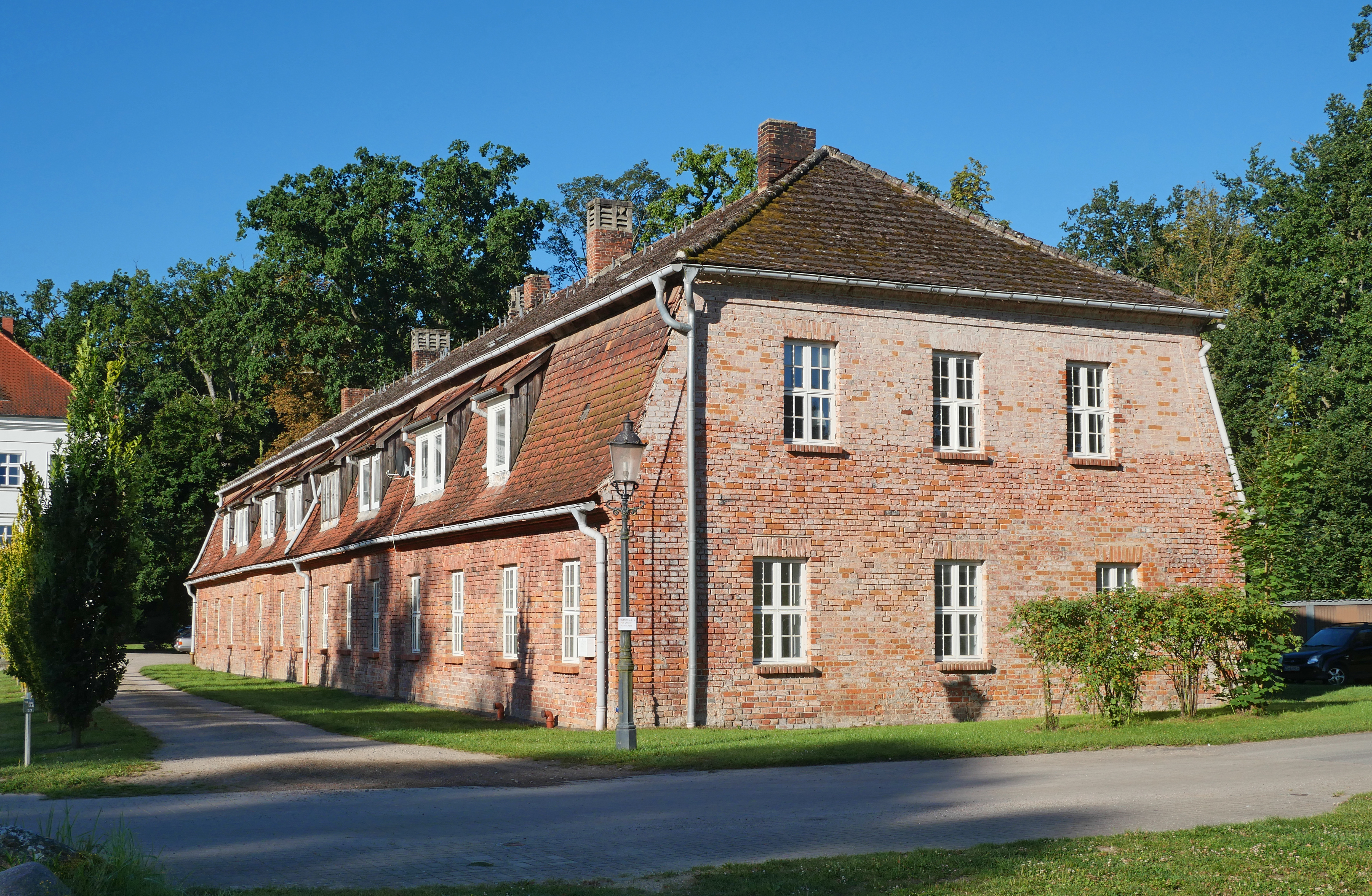
Ehemaliges Kavaliershaus
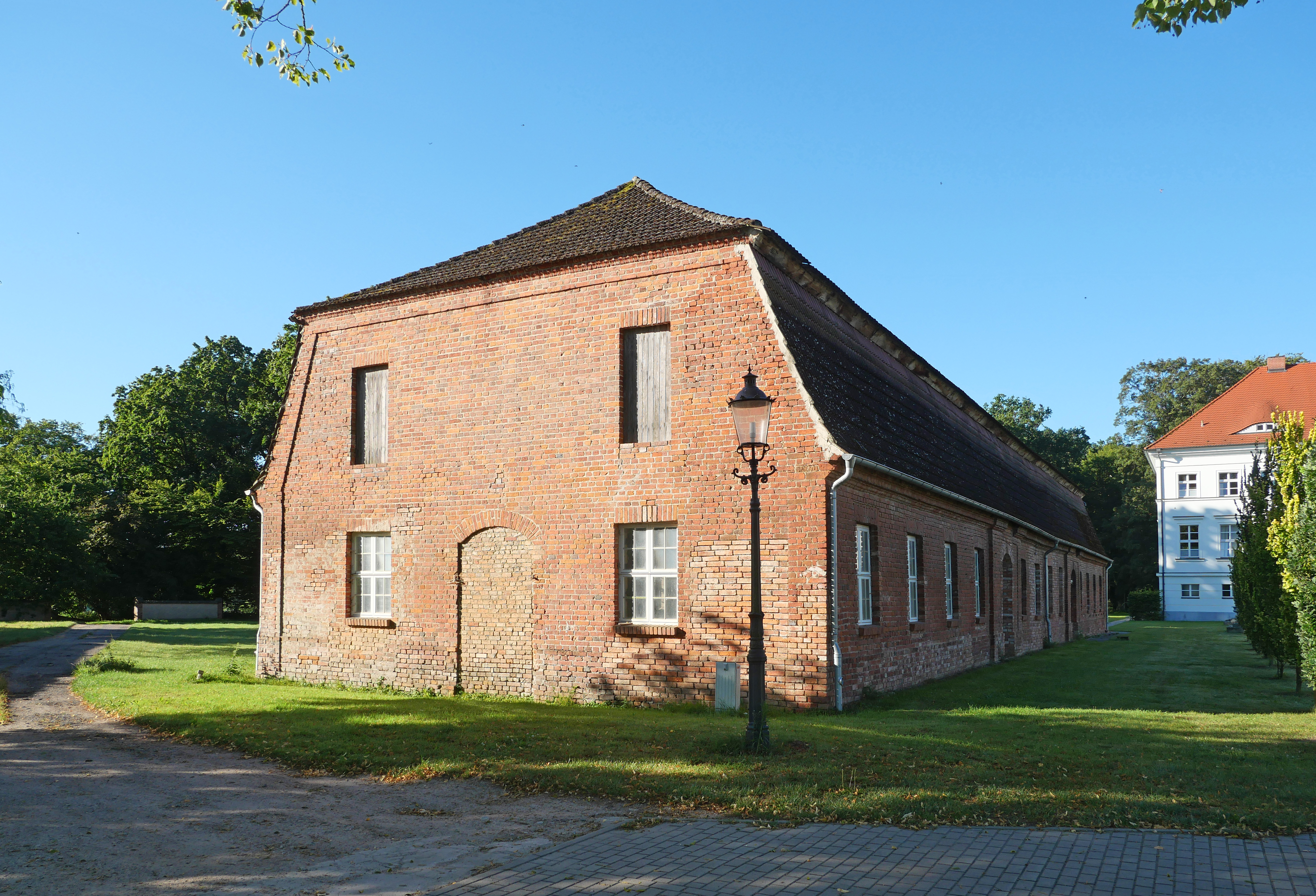
Ehemaliger Marstall